# Pyrausta villicalis
Pyrausta villicalis là một loài bướm đêm trong họ Crambidae.